# Liostomia eburnea
Liostomia eburnea är en snäckart som först beskrevs av William Stimpson 1851.  Liostomia eburnea ingår i släktet Liostomia och familjen Pyramidellidae. Inga underarter finns listade i Catalogue of Life.